# Anul carbonarilor

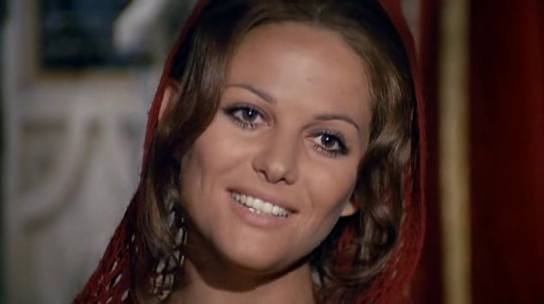
Claudia Cardinale într-o scenă din film

Anul carbonarilor (titlul original: italiană Nell'anno del Signore) este un film dramatic italian, realizat în 1969 de regizorul Luigi Magni după un caz real, execuția a doi carbonari în Statele Papale. Este primul film din trilogie, urmat de In nome del Papa Re (1977) și In nome del popolo sovrano (1990), filmul reluând tema raportului între popor și aristocrația romană cu puterea Pontifică, în perioada turbulentă de unificare a statelor din peninsula italiană. 
Protagoniști filmului sunt actorii Nino Manfredi, Enrico Maria Salerno, Claudia Cardinale și Robert Hossein.

## Distribuție
- Nino Manfredi – Cornacchia/Pasquino
- Enrico Maria Salerno – colonelul Nardoni
- Claudia Cardinale – Giuditta Di Castro
- Robert Hossein – Leonida Montanari
- Renaud Verley – Angelo Targhini
- Alberto Sordi – Frate
- Stelvio Rosi – oficialul gărzii
- Pippo Franco – Bellachioma
- Ugo Tognazzi – Cardinal Rivarola
- Enzo Cerusico – un carbonar
- Britt Ekland – Principesa Spada
- Stefano Oppedisano – băiatul beat
- Franco Abbina – Principele Spada
- Marco Tulli – căpitanul gărzii

## Coloana sonoră
Melodiile din coloana sonoră a filmului sunt compuse de Armando Trovajoli:
1. Nell'Anno Del Signore (Anul Domnului)
2. Castel S. Angelo (Castelul S. Angelo)
3. Paolina
4. Angelo e Giuditta (Angelo și Giuditta)
5. I Carbonari (Carbonarii)
6. Addio
7. Sotto La Ghigliottina (Sub ghilotină)
8. Ouverture Nell'anno Del Signore (Uvertura)
9. Tema Di Giuditta (Tema Giuditei)
10. La Processione Dei Condannati (Procesiunea condamnaților)
11. Dichiarazione D'amore (Declarația de dragoste)
12. Pasquino
13. Sapessi Quanto Amore (De știai câă dragoste)
14. Coro Della Morte (Corul morții)
15. Piazza Del Popolo
16. Nell'Anno Del Signore (Suite)
17. Serenata Per Giuditta